# Notti dei fuochi del Veneto
Le notti dei fuochi del Veneto furono una sequenza di attentati avvenuti in Veneto nel 1977, nel 1978 e nel 1979, messi in atto da varie organizzazioni estremiste di sinistra legate all'organizzazione dei Collettivi Politici Veneti, emanazione del Veneto dell'Autonomia Operaia e di Potere Operaio, le quali si rifacevano alle tesi della lotta di classe e volevano attuare la rivoluzione proletaria, in Italia, sfruttando il malcontento degli operai veneti causato dalla crisi petrolifera del 1973, colpendo però anche le forze armate reputate complici del capitalismo.

## Storia

### La violenza di massa a Venezia il  31 marzo 1977
Il 1977 fu l'anno in cui lo spontaneismo raggiunse l'apice. A Venezia la notte più drammatica fu quella del 31 marzo 1977: tutto cominciò nel pomeriggio, con l'accalcarsi di una folla di autoriduttori presso il cinema-teatro Malibran, dove quel giorno suonava John McLaughlin. Nei conseguenti scontri con la polizia per le calli, volarono le molotov, e molti negozi furono danneggiati. Un gruppo si diresse verso la Strada Nova mentre un altro verso le Mercerie. Al loro passaggio si accanirono sui grandi magazzini Standa, Coin, la sede della CIGA, la sede de Il Gazzettino, mentre a Rialto il negozio di Luisa Spagnoli fu completamente distrutto dalle fiamme coinvolgendo anche le case vicine. Stessa sorte toccò all'agenzia di viaggi Melia al Ponte della Canonica, ed a un albergo presso il Campo dei Frari nel quale furono anche esplosi dei colpi di pistola. Verso sera gli uffici della Giunta regionale del Veneto in calle Tron furono invece colpiti con la dinamite che abbatté il muro di cinta. Altri ordigni incendiari colpirono l'entrata del comando della Guardia di Finanza in campo San Polo, in cui un motoscafo di servizio andò completamente bruciato. Giunta la notte gli scontri si accentrarono prima attorno alla sede del Movimento Sociale Italiano in campo Manin, ove un carabiniere avvolto dalle fiamme di una molotov sparò ferendo un giovane. Poi sparpagliatili dilagarono e furono colpiti gli obiettivi più vari: scuole, consolati, sedi di aziende, oratori, sedi della Democrazia Cristiana, case di attivisti di destra, e di insegnanti e presidi, tra cui la casa dell'anziana maestra di scuola di Franco Freda, la sede dell'Unione italiana dei ciechi e degli ipovedenti, gli studi di 5 ginecologi (firmati "gruppo femminista 9 maggio"), case di giornalisti, associazioni artigiane, cinema, librerie, banche, perfino la porta della Chiesa di San Giovanni in Bragora fu colpita da una molotov. A firmare le azioni le sigle più disparate.
Quanto sopra non ha nulla a che vedere con le "campagne" o "notti dei fuochi" messe in atto su scala regionale ed interregionale dai Collettivi Politici Veneti per il Potere Operaio, che fino al 1979 si associava oltre che alle sigle "Ronde Armate Proletarie", "Proletari Comunisti Organizzati", "Organizzazione Operaia per il comunismo", anche alla sigla del "Fronte Comunista Combattente" e dopo il 1979 a quella del "Fronte Comunista per il Contropotere".

### Gli attentati del 14 aprile 1978
Nelle province di  Padova, Rovigo, Venezia, Vicenza, le organizzazioni Proletari Comunisti Organizzati e Organizzazione Operaia per il Comunismo, che già avevano attuato una piccola campagna contro i fascisti nel gennaio 1978, rivendicano  una ventina  di azioni dinamitarde, incendiarie e con armi da fuoco contro caserme di CC e PS, sedi DC e abitazioni di uomini politici. La sede di Mestre della DC viene distrutta. Questa campagna contro la repressione avviene proprio nel bel mezzo della "campagna di primavera" (termine con cui le BR definirono il sequestro Moro). Cfr. Il Gazzettino, 15-04-1978.

### Gli attentati del 19 dicembre 1978
Gli attentati messi a segno il 19 dicembre 1978 furono 15 mentre quelli messi a segno il 30 aprile 1979 furono 28. La campagna del 19 dicembre seguì analoga precedente del ottobre 1978  contro istituzioni e persone coinvolte nella gestione del problema casa, docenti universitari, ecc.. La prima notte vennero colpite 15 sedi appartenute a varie organizzazioni economiche, quali la Confindustria di Vicenza, la sede dell'Università di Padova, la sede degli industriali di Porto Marghera a Mestre in Via Garibaldi, ove rimase ferito anche un artificere, e le sedi bancarie e universitarie di Venezia, più alcune caserme sparse per il Veneto, causando svariati milioni di lire di danni, facendo cadere nel panico molti industriali Veneti.

### Gli attentati del 30 aprile 1979
Invece il 30 aprile 1979, ma successivamente anche il 3 dicembre, vennero compiuti più attentati poiché era scattata la "operazione 7 aprile" diretta dal Giudice Pietro Calogero, che voleva smantellare l'Autonomia Operaia, poiché considerava questa associazione una emanazione politica delle Brigate Rosse, ed i Collettivi Autonomi Operai, dei gruppi para-militari. Vengono realizzate 28 azioni dinamitarde, oltre alle già citate sedi industriali ed universitarie, venne colpito gravemente il tribunale di Padova.
L'attività dei Collettivi Politici Veneti e delle sue organizzazioni continuò fino al 1982, ma senza azioni tanto gravi ed estese.